# Ормонов, Улугбек Зулпукарович
Улугбек Зулпукарович Ормонов  (род. 3 декабря 1963, село Баштобе, Ошская область) — депутат Жогорку Кенеша Кыргызской Республики III, IV, VI, VII созывов от политической партии «Ишеним». Член Комитета по транспорту, коммуникациям, архитектуре и строительству (VII созыв).

## Биография
Родился 3 декабря 1963 года в селе Баштобе Узгенского района Ошской области Киргизской ССР, по национальности киргиз.
В 1986 году завершил обучение на физико-техническом факультете Воронежского политехнического института. В 1992 году окончил обучение на экономическом факультете Кыргызского государственного национального университета в городе Бишкек. В 2008 году завершил обучение в Кыргызской Государственной Юридической Академии, по специальности «юриспруденция» с отличием.
Трудовую деятельность начал в 1980 году рабочим на совхозе «Узген» Узгенского района Ошской области. С 1986 по 1988 годы работал мастером Приборостроительного завода имени 50-летия Киргизской ССР. С 1988 по 1991 годы трудился в должности заместителя начальника цеха по производству Приборостроительного завода имени 50-летия Киргизской ССР. С 1991 по 1992 годы - начальник цеха. С 1992 по 1993 годы работал в должности заместителя директора по экономическим вопросам на Приборостроительном заводе имени 50-летия Киргизской ССР.
С 1993 по 1997 годы - Вице-президент по экономике в АО ТНК «Дастан». С 1997 по 2004 годы работал заместителем генерального директора по экономике в АО ТНК «Дастан». С 2004 по 2005 годы - директор по коммерции АО ТНК «Дастан».
В марте 2005 года избран депутатом Жогорку Кенеша Кыргызской Республики III созыва по одномандатному избирательному округу № 38. С 2006 по 2007 годы - председатель Комитета по труду и миграционной политики Жогорку Кенеша Кыргызской Республики.
С ноября 2007 по декабрь 2007 года  - Председатель правления ОАО ТНК «Дастан». В декабре 2007 года избран депутатом Жогорку Кенеша Кыргызской Республики IV созыва. Работал председателем Комитета по развитию промышленности, торговли, туризма, малого среднего бизнеса, транспорта, коммуникаций, строительства и архитектуры. С 2009 по 2010 годы руководитель фракции «Ак-Жол» в национальном Парламенте.
С 2014 года член Совета Директоров ОАО «ФККС».
В 2016 году вновь избран депутатом Жогорку Кенеша Кыргызской Республики VI созыва по списку политической партии «Бир Бол».
В ноябре 2021 года избран депутатом VII созыва Жогорку Кенеша Кыргызской Республики от политической партии «Ишеним». Член комитета по транспорту, коммуникациям, архитектуре и строительству.
Женат, отец четырёх детей.

## Награды
- Орден «Данк» (18 декабря 2023 года) — за существенный вклад в развитие социально-экономического, интеллектуального и культурного потенциала Кыргызской Республики, а также за большие достижения в профессиональной деятельности[6]
- Заслуженный работник промышленности Кыргызской Республики.
- Отличник финансов Кыргызской Республики.
- Медаль «70 лет Жогорку Кенеш Кыргызской Республики»,
- Орден Петра Великого II степени за услуги и большой личный вклад в укреплении дружбы и сотрудничества между Российской Федерации и Кыргызской Республикой,
- Медаль к 100-летию российского подводного флота,
- Медаль к 15-летию Межпарламентской Ассамблеи государств – участников СНГ.
- Юбилейная медаль «МПА СНГ. 30 лет» (2023 год)[7].